# Apache Airflow
Apache Airflowは、データエンジニアリングパイプライン用のオープンソースのワークフロー管理プラットフォームである。2014年10月にAirbnbで開発が始まり、ますます複雑化する社内のワークフローを管理するためのソリューションとして作られた。Airflowを開発したことで、Airbnbはワークフローをプログラムで作成・スケジュールし、組み込みのAirflowユーザーインターフェイス経由でワークフローを監視できるようになった。プロジェクトは当初からオープンソースとして公開され、2016年3月にはApache Incubatorプロジェクトになり、2019年1月にはトップレベルのApache Software Foundationプロジェクトになった。
AirflowはPythonで書かれており、ワークフローはPythonスクリプト経由で作成される。Airflowは「configuration as code」の原則に基づいて設計されている。XMLなどのマークアップ言語を使用する「configuration as code」に基づいたワークフロープラットフォームは他にも存在するが、Pythonを使用することにより、開発者がライブラリとクラスをインポートして、ワークフローを容易に作成できるようになっている。

## 概要
Airflowは、ワークフローのオーケストレーションを管理するために、有向非巡回グラフ（DAG）を使用している。タスクとその依存関係はPythonで定義され、Airflowはそのスケジューリングと実行を管理する。DAGは、定義されたスケジュール（例：1時間毎、1日毎）や外部イベントのトリガー（例：Hive上でのファイルの作成）により実行できる。従来のOozieやAzkabanなどのDAGベースのスケジューラは、複数の構成ファイルやファイルシステムツリーに依存する傾向があったが、Airflowでは、通常1つのPythonファイルとしてDAGを記述できる。

## マネージドサービス
コアのオープンソースプロジェクトに関する補助サービスの提供者としては、3つのプロバイダーがよく知られている。Astronomerは、AirflowのSaaSツールと、Kubernetesにデプロイ可能な、モニタリング・アラート・DevOps・クラスター管理を支援するAirflowスタックを提供している。Google Cloud Platform（GCP）は、プラットフォーム上で実行されるAirflowのマネージドバージョンとして、Cloud Composerを提供しており、他のGCPサービスとよく統合されている。Amazon Web Servicesは、2020年11月からApache Airflowのマネージドワークフローを提供している。